# Siran, Cantal

Siran este o comună în departamentul Cantal, Franța. În 1 ianuarie 2022 avea o populație de 461 de locuitori.